# Арысь-поле
Арысь-поле (Мать-рысь) — русская народная сказка (в сборнике Афанасьева имеет номер № 266) о матери, превращённой ведьмой в рысь, а мужем — обратно в человека. По системе классификации сказочных сюжетов Аарне — Томпсона имеет номер 403 «Подменённая невеста».

## Сюжет
Вдовец-старик женится на злой ведьме. А у него растёт дочь-красавица от первого брака, которую ведьма невзлюбила и потребовала у мужа выгнать из дома. Но старик выдаёт дочь замуж за хорошего человека, и та рождает мальчика. Позавидовала ведьма и обратила свою падчерицу в рысь (Арысь-поле), прогнав в дремучий лес, а в платье своей падчерицы обрядила родную дочку, так что никто не заметил подмены, кроме одной догадливой старой няни. С того самого дня, как только ребёнок проголодается, няня уносила его в лес и пела:

Арысь-поле! Дитя кричит,
Дитя кричит, пить-есть хочет.
Арысь-поле сбрасывала свою шкурку под колоду и кормила младенца. Отец заметил уходы няни в лес и решил подсмотреть цель её визитов. Когда Арысь-поле стала кормить ребёнка, то, подкравшись из-за кустов, он спалил шкурку рыси. С того времени его жена приняла прежний вид и обо всём рассказала мужу. Тотчас собрались люди, схватили ведьму с дочкой и сожгли.

## Распространение сюжета
Сказки с подобным специфическим сюжетом о подменённой жене есть у эстонцев, ливов, латышей, словинцев, башкир, в сербохорватских сказках, в украинском и белорусском фольклоре.
А. М. Смирнов-Кутачевский в своей докторской диссертации «Сказки про мачеху и падчерицу» (1941) приводит свидетельства в пользу большей древности сюжета с превращением матери в рысь по сравнению с мотивом утопления и превращения в рыбу или русалку.